# Emilio Menéndez
Emilio Menéndez este un om politic spaniol, membru al Parlamentului European în perioada 1999-2004 din partea Spaniei.
1. ↑  „Emilio Menéndez”, Gemeinsame Normdatei, accesat în 4 mai 2014
2. ↑  „Emilio Menéndez”, Gemeinsame Normdatei, accesat în 17 decembrie 2014
3. ↑  „Emilio Menéndez”, Gemeinsame Normdatei, accesat în 20 martie 2015
4. ↑  Deputații în Parlamentul European